# Pedro Fernández de Castro y Portugal
 (juin 2022).
La mise en forme du texte ne suit pas les recommandations de Wikipédia : il faut le « wikifier ».
Les points d'amélioration suivants sont les cas les plus fréquents. Le détail des points à revoir est peut-être précisé sur la page de discussion.
- Les titres sont pré-formatés par le logiciel. Ils ne sont ni en capitales, ni en gras.
- Le texte ne doit pas être écrit en capitales (les noms de famille non plus), ni en gras, ni en italique, ni en « petit »…
- Le gras n'est utilisé que pour surligner le titre de l'article dans l'introduction, une seule fois.
- L'italique est rarement utilisé : mots en langue étrangère, titres d'œuvres, noms de bateaux, etc.
- Les citations ne sont pas en italique mais en corps de texte normal. Elles sont entourées par des guillemets français : « et ».
- Les listes à puces sont à éviter, des paragraphes rédigés étant largement préférés. Les tableaux sont à réserver à la présentation de données structurées (résultats, etc.).
- Les appels de note de bas de page (petits chiffres en exposant, introduits par l'outil «  Source ») sont à placer entre la fin de phrase et le point final[comme ça].
- Les liens internes (vers d'autres articles de Wikipédia) sont à choisir avec parcimonie. Créez des liens vers des articles approfondissant le sujet. Les termes génériques sans rapport avec le sujet sont à éviter, ainsi que les répétitions de liens vers un même terme.
- Les liens externes sont à placer uniquement dans une section « Liens externes », à la fin de l'article. Ces liens sont à choisir avec parcimonie suivant les règles définies. Si un lien sert de source à l'article, son insertion dans le texte est à faire par les notes de bas de page.
- La présentation des références doit suivre les conventions bibliographiques. Il est recommandé d'utiliser les modèles {{Ouvrage}}, {{Chapitre}}, {{Article}}, {{Lien web}} et/ou {{Bibliographie}}. Le mode d'édition visuel peut mettre en forme automatiquement les références.
- Insérer une infobox (cadre d'informations à droite) n'est pas obligatoire pour parachever la mise en page.

Pour une aide détaillée, merci de consulter Aide:Wikification.
Si vous pensez que ces points ont été résolus, vous pouvez retirer ce bandeau et améliorer la mise en forme d'un autre article.
Pedro Fernández de Castro Portugal (La Corogne, 29 juin 1524 - Madrid, 26 août 1590) est un noble espagnol, Veme comte de Lemos, IIe comte d'Andrade, IIIe comte de Villalba, IIe marquis de Sarria et grand d'Espagne.

## Biographie
Fils de Ferdinand de Castro Portugal, IVeme comte de Lemos, Ier marquis de Sarria et grand d'Espagne et de Thérèse d'Andrade Zúñiga y Ulloa, IIeme comtesse de Villalba.
Il a contracté un premier mariage dans l'église de san Martín de Cuéllar le 4 mai 1543 avec Leonor de la Cueva y Girón (m. Cuéllar 22 juin de 1552), fille de Beltrán II de la Cueva y Toledo, IIIeme duc d'Alburquerque, et d'Isabelle Téllez-Girón, de la maison d'Osuna.
Sont nés de ce mariage:
- Fernando Ruiz de Castro Andrade y Portugal (Cuéllar, 1548 - Naples, 19 octobre 1601), VIeme comte de Lemos, IIIeme comte d'Andrade, IIIeme marquis de Sarria et IVeme comte de Villalba.
- Beltrán de Castro y de la Cueva (n. Cuéllar, 1550) Cavalier d'Alcántara (1569).
- Teresa de Castro y de la Cueva (m. 1609), elle a épousé, en tant que première épouse, García Hurtado de Mendoza, IV marquis de Cañete et XIV vice-roi du Pérou.

Puis a contracté un deuxième mariage vers 1555 avec Teresa de la Cueva y Bobadilla; (Chinchón-Valladolid, 1602), nièce de sa première femme, fille de Pedro Fernández de Cabrera et Bobadilla, IIe comte de Chinchón, castillan perpétuel de l'Alcazar de Ségovie, Intendant de cette ville et trésorier de la maison de monnaie, majordome du roi Philippe II d'Espagne et ministre de ses conseils d'État, de Guerre, de l'Italie et d'Aragon, trésorier général d'Aragon, et de Mencía de Mendoza y de la Cerda, sa femme, des comtes de Mélito, dont trois fils :
- Pedro Fernández de Castro y Bobadilla (n. Madrid, 1570), capitaine des vieilles gardes de Castille, chevalier d'Alcántara (1589) et commandeur de Acehúche, gentilhomme de la chambre du Roi Philippe III d'Espagne.
- Rodrigo de Castro y Bobadilla, chanoine de Tolède et archidiacre d'Alcazar, conseiller de la Suprême Inquisition. Il a laissé un fils naturel.
- Andrés de Castro Cabrera y Bobadilla, de Monforte de Lemos, commandeur de Portezuelo dans le même Mandat d'Alcántara, qu'a testé Madrid en 1647. Il a été chanoine de Tolède mais a renoncé à cette charge et à l'état clérical et a servi Philippe IV d'Espagne  aussi bien comme gentilhomme de chambre que comme général du royaume de Galice.